# Bunkerolie
Bunkerolie is brandstof die getankt wordt door vliegtuigen en zeeschepen in
een haven of luchthaven. Met bunkeren wordt dan het tanken van deze brandstof
bedoeld. 

## Typen bunkerolie
Er bestaan verschillende types bunkerolie, die onderscheiden worden via de viscositeit, die enorm uiteen kan lopen, van bijvoorbeeld 60 tot 500 cSt. De gestandaardiseerde temperatuur waarbij de viscositeit wordt gemeten is 15 °C.
Stookolie is een zogeheten residuaal product van raffinaderijen, in tegenstelling tot gasolie, of dieselolie, dat een destillaat is. Aan stookolie worden kleine hoeveelheden andere stoffen toegevoegd, waardoor de motor beter en zuiniger loopt. De scheepsmotoren kunnen ook de schonere dieselolie gebruiken en zijn in sommige kustgebieden zoals de Noordzee daartoe verplicht. Daarbuiten wordt op stookolie gevaren omdat dit goedkoper is dan diesel. Brandstof is de grootste kostenpost van een schip.

## Risico's en vervuiling
Een risico bij het bunkeren is dat de tank overvuld raakt, en dat de bunkerolie overloopt en in het oppervlaktewater terechtkomt. Voor de binnenvaart is voor het bunkeren van gasolie daar een overvulbeveiliging voor verplicht gesteld, die overlopers moet voorkomen. 
Vooral voor zeeschepen is bunkerolie erg vervuild, doordat het veel zwavel bevat. Zwavel kan worden verwijderd bij de raffinaderij, door het plaatsen van speciale filters op schepen of door te gaan varen op andere brandstoffen. Door Internationale Maritieme Organisatie (IMO), zijn beperkingen van het zwavelgehalte in stookolie opgesteld voor zeeschepen. Deze zijn opgenomen in het zogenaamde MARPOL-verdrag dat is opgesteld voor het voorkomen van verontreiniging door schepen. Op volle zee mocht tot 1 januari 2012 stookolie met maximaal 4,5% zwavel worden gebruikt. Vanaf die datum is dit maximaal 3,5% en na 2020 niet meer dan 0,5%. Vanaf 2007 moeten schepen die varen in zogenaamde emission control areas (ECA) al voldoen aan een maximum limiet van 1,5% zwavel. Vanaf 1 juli 2010 is deze limiet verscherpt tot maximaal 1,0%, en na 2015 is het maximum 0,1%. Voorbeelden van emission control areas zijn de Noordzee en de Oostzee.
In het verdrag van Kyoto zijn de broeikasgassen die vrijkomen door het verbruik van bunkerolie vooralsnog uitgesloten. Het gaat hierbij wel om aanzienlijke hoeveelheden, zowel zeeschepen als de luchtvaart gebruiken enorme hoeveelheden energie en produceren daardoor veel CO2.

## Bunkeren
In de zeehavens worden de schepen gebunkerd vanuit binnenschepen, tankers met een laadarmconstructie die de leiding hoog aan boord brengt. De aanduiding voor zo'n schip is bunkerboot. Vaste bunkerschepen vindt men op plaatsen in het binnenland, waar dan binnenschepen en jachten brandstof kunnen innemen. Vaak is er een winkel voor scheepsbenodigheden gevestigd. 
Een schip of vliegtuig verbruikt veel brandstof, en daarom moeten de bunkerpompen een hoge capaciteit hebben. Een pompcapaciteit tot 1500 m3 per uur voor het bunkeren van een schip is niet ongewoon. De grootste tankers in het ARA-gebied worden voor het bunkeren van zeeschepen gebruikt.

## Grootste bunkerhavens
In 2014 was Singapore de grootste bunkerhaven ter wereld met zo’n 40 miljoen ton bunkerolie. Fujairah in de Verenigde Arabische Emiraten stond op de tweede plaats met 20 miljoen ton. Rotterdam volgde met meer dan 10 miljoen ton.

### Rotterdam
In 2014 tankten jaarlijks gemiddeld zo’n 20.000 schepen in de grootste haven van Nederland en driekwart van die oliestroom ging naar de containerscheepvaart. Verreweg het grootste deel van de maritieme bunkerbrandstof bestond uit stookolie, slechts 5% uit dieselolie en nog circa 1% aan smeermiddelen. De raffinaderijen in Rotterdam produceerden jaarlijks meer dan zeven miljoen ton en er werd veel stookolie uit Rusland ingevoerd. In 2013 kostte stookolie ongeveer $ 600 per ton, voor actuele prijzen met een korte geschiedenis zie de externe link.

## Trivia
Bunkeren heeft ook de betekenis: veel eten.